# Gary Ross
Gary Ross (Los Ángeles, California; 3 de noviembre de 1956) es un escritor, productor y director de cine estadounidense. Ross ganó fama al ser el director de la primera entrega de la saga de Los juegos del hambre. Es hijo del también director, escritor y productor Arthur A. Ross, quien es conocido por haber escrito varias cintas entre 1950 y 1980, principalmente Creature from the Black Lagoon, de 1954, y The Great Race (La carrera del siglo), de 1965.

## Carrera

### Inicios
Ross nació en Los Ángeles, California, hijo del también director, escritor y productor Arthur A. Ross. Ross asistió a la Universidad de Pensilvania, donde comenzó a centrarse en el ámbito político. Trabajó como congresista durante 1972. En 1980, ocho años después, apoyó la campaña presidencial de Ted Kennedy, y tiempo después trabajó en la realización de algunos discursos para Kennedy y luego para Michael Dukakis y Bill Clinton, periodo en el cual también escribió dos libros. Después de un tiempo, Ross se trasladó al igual que su padre a Hollywood. Su padre debutó como guionista en la película The Great Race (La carrera del siglo), de 1965, y en 1980 volvió a marcar su debut, esta vez como escritor, en la cinta Brubaker, con Twentieth Century Fox Film Corporation, un film dramático que protagonizaron Robert Redford, Jane Alexander y Morgan Freeman, sobre la historia real de Tom Murton, quien haciéndose pasar por un prisionero revela la clase de violencia que se había cometido en una prisión. Este film lo llevó a ser nominado un año después, en 1981, a un Premio Óscar al Mejor guion original.

### Guionista
Su carrera en el cine comenzó en 1986 cuando escribió un pequeño guion de un episodio adaptado para TV en la serie Hitchhicker.
El primer guion de Ross para cine fue producido en 1988 con 20th Century Fox en el film Big (Quiero ser grande), una comedia dramática protagonizada por Tom Hanks, Elizabeth Perkins y Robert Loggia, la cual alude a una trama sobre la vida de un joven que es cambiada totalmente cuando le pide un deseo a un mago con el fin de crecer y convertirse en un adulto. 
Un año después, en 1989, por esta misma película saltó a la fama y debutó como guionista al ser nominado a un Premio Óscar al Mejor guion original.
Tres años después, en 1992, participó también en el guion de la película Mr. Baseball, dirigida por Fred Schepisi. Dos años después, en 1994, recibió una nominación al Óscar nuevamente al Mejor guion original por la película Dave (Presidente por un día), una cinta de comedia romántica protagonizada por Kevin Kline y Sigourney Weaver en 1993. En 1994 Ross también escribió el guion de la película Lassie. 
En 1998, escribió el guion de la película Pleasantville (Amores a colores), debutando a su vez como director y productor. 
Pleasantville contó con la participación de Jeff Daniels, Joan Allen y Tobey Maguire, quien trabajó nuevamente con Ross en el filme Seabiscuit, de 2003. Escribió también el guion de la película The Tale of Despereaux de 2008, una cinta animada de comedia de aventuras, basada en un libro ganador de la medalla "Newbery" de la autora Kate Dicamillo. 
Además, escribió el guion para el remake de Creature from the Black Lagoon, cinta en la cual su padre fue el guionista en la versión original (1954). Ha escrito algunos otros guiones, como Dog Years, el cual no se produjo y Free State of Jones, estrenada en 2016. Ross ha trabajado también como actor en algunas ocasiones en películas como Dave y The Mistery of Brothers.

### Director
Ross debutó como director en el film Pleasantville (Amores a colores), cinta que recibió tres nominaciones al Premio Óscar, incluyendo el de Mejor dirección de arte. La película también es reconocida por el reparto de grandes actores que integran el elenco, entre ellos Tobey Maguire, Jeff Daniels y Joan Allen. Ross participó más adelante como director en la adaptación del film Los juegos del hambre, basada en la novela de Suzanne Collins, acerca de un futuro posapocalíptico en el cual los restos de lo que fue Estados Unidos son controlados por el llamado Capitolio, en el cual son sometidos varios jóvenes para luchar en un juego con el único objetivo de mantenerse con vida. La película fue protagonizada por Jennifer Lawrence, Josh Hutcherson y Liam Hemsworth.

### Productor
Ross ha producido varias películas desde su primer y gran debut en 1988 con la cinta Big (Quiero ser grande), como por ejemplo: Trial and Error (1997), Pleasantville (Amores a colores) (1998), Seabiscuit, The Tale of Despereaux y Creature from the Black Lagoon.

## Filmografía

### Cine y televisión
| Año  | Título                 | Rol                            | Notas |
| ---- | ---------------------- | ------------------------------ | --- |
| 1986 | Hitchhiker             | Escritor                       | Serie de televisión |
| 1988 | Big                    | Escritor                       | Nominado - Premio Óscar al Mejor guion original Ganador - Premio Saturn al Mejor guion Nominado - Premio WGA al Mejor guion escrito adaptado a la pantalla grande |
| 1992 | Mr. Baseball           | Escritor                       | |
| 1993 | Dave                   | Escritor                       | Nominado - Premio Óscar al Mejor guion original Nominado - Premio WGA al Mejor guion escrito adaptado a la pantalla grande |
| 1994 | Lassie                 | Escritor                       | |
| 1995 | The Misery Brothers    | Escritor y actor               | |
| 1997 | Trial and Error        | Productor                      | |
| 1998 | Pleasantville          | Director, escritor y productor | Nominado - Premio Saturn al Mejor escritor Ganador - Nova Award al Productor comprometido en cine Ganador - Premio Satellite al mejor guion original para cine Nominado - Premio Satellite al Mejor director de cine Nominado - Premios Satellite a la Mejor película, comedia o musical |
| 2003 | Seabiscuit             | Director, escritor y productor | Nominado - Premio Óscar a la Mejor película Nominado - Premio Óscar - Mejor guion adaptado Nominado - Premio de la Crítica Cinematográfica al Mejor escritor Nominado - Premio del Sindicato de Directores al Logro único de un director en una película Ganador - Hochi Film Award a la Mejor película traducida a un lenguaje extranjero Nominado - Humanitas Prize en la categoría Largometraje Nominado - Motion Picture Producer of the Year Award Nominado - Premio Satellite al Mejor guion adaptado Ganador - USC Scripter Award Nominado - Premio WGA al Mejor guion adaptado |
| 2008 | The Tale of Despereaux | Escritor y productor           | |
| 2012 | Los juegos del hambre  | Director                       | |
| 2016 | Free State of Jones    | Director, escritor y productor | |
| 2018 | Ocean's 8              | Director y escritor            | |

## Premios y distinciones
Premios Óscar
| Año  | Categoría            | Película                    | Resultado |
| ---- | -------------------- | --------------------------- | --------- |
| 1989 | Mejor guion original | Big                         | Nominado  |
| 1994 | Mejor guion original | Dave, presidente por un día | Nominado  |
| 2004 | Mejor película       | Seabiscuit                  | Nominado  |
| 2004 | Mejor guion adaptado | Seabiscuit                  | Nominado  |